# Movimento de Libertação de São Tomé e Príncipe – Partido Social Democrata
O Movimento de Libertação de São Tomé e Príncipe – Partido Social Democrata (MLSTP-PSD), é um dos principais partidos políticos de São Tomé e Príncipe. Desde janeiro de 2011 o presidente do partido é Jorge Bom Jesus.

## História

### Surgimento
O Partido, então conhecido como Comitê pela Libertação de São Tomé e Príncipe, foi fundado em 1960 como um grupo nacionalista contrário ao Governo Colonial Português. Em 1961 uniu-se ao CONCP com outros grupos comunistas e socialistas em luta contra o Império Português na África. O CLSTP é organizado no exílio, estabelecendo seu comitê central no Gabão. Participaram da fundação do comitê algumas jovens figuras, como Carlos Graça, Miguel Trovoada, Guadalupe de Ceita, Francisco Tenreiro (participou no princípio, mas desfiliou-se em seguida), Leonel Mário d'Alva (primeiro chefe de governo de São Tomé independente) e Manuel Pinto da Costa, este último que mais tarde tornar-se-ia presidente de um São Tomé e Príncipe independente. Em 1972, o CLSTP torna-se MLSTP.
Depois da Revolução dos Cravos de Abril de 1974 em Portugal, o novo governo concordou em entregar o poder ao MLSTP. Mais tarde naquele mesmo ano, o MLSTP é reconhecido como único representante legítimo do povo santomense.

### Independência e governo de partido único
Após um breve período de transição de poderes, foram organizadas eleições para uma Assembleia Constitutiva e o MLSTP obteve todas as 16 vagas.
A Independência é alcançada a 12 de julho de 1975, com Manuel Pinto da Costa como Presidente e Miguel Trovoada como Primeiro Ministro.  A Constituição foi promulgada em 12 de Dezembro de 1975, atribuindo poder absoluto ao Presidente tornando-se o MLSTP então a única agremiação partidária legal da nação.
No fim dos anos 70 e na década de 1980, a orientação socialista levou o país a estreitar laços de cooperação com Cuba, República Popular da China, com República Democrática Alemã, e com a União Soviética.

### Transição para um sistema democrático multipartidário
No final de 1989, uma facção dominante do partido iniciou uma transição para um sistema democrático multipartidário, depois de um debate numa conferência nacional do partido.
Uma Constituição democrática foi aprovada unanimemente pelo Comitê Central do MLSTP no referendo de agosto de 1990.
No Congresso do MLSTP em outubro de 1990, Carlos Graça é apontado como novo Secretário Geral, sucedendo a Manuel Pinto da Costa. Ainda, o nome do partido é reformulado para Movimento de Libertação de São Tomé e Príncipe – Partido Social Democrata (MLSTP-PSD). Num Congresso extraordinário do MLSTP-PSD organizado em maio de 1998, Manuel Pinto da Costa foi eleito unanimemente presidente do partido, cargo que ocupou até 2005.
Em 27 de fevereiro de 2005, Guilherme Posser da Costa, antigo primeiro ministro, foi eleito líder do partido.
Atualmente o MLSTP-PSD possui relações amistosas com os partidos políticos dos países lusófonos, incluindo o PS de Portugal e com o Movimento Popular de Libertação de Angola (MPLA).

## Resultados Eleitorais

### Eleições presidenciais
| Data | Candidato apoiado         | 1.ª Volta                | 1.ª Volta                | 1.ª Volta                | 2.ª Volta                | 2.ª Volta                | 2.ª Volta                |
| Data | Candidato apoiado         | CI.                      | Votos                    | %                        | CI.                      | Votos                    | %                        |
| ---- | ------------------------- | ------------------------ | ------------------------ | ------------------------ | ------------------------ | ------------------------ | ------------------------ |
| 1991 | Nenhum candidato apoiado  | Nenhum candidato apoiado | Nenhum candidato apoiado | Nenhum candidato apoiado | Nenhum candidato apoiado | Nenhum candidato apoiado | Nenhum candidato apoiado |
| 1996 | Manuel Pinto da Costa     | 2.º                      | 13 627                   | 37,7 / 100,0             | 2.º                      | 17 820                   | 47,3 / 100,0             |
| 2001 | Manuel Pinto da Costa     | 2.º                      | 18 762                   | 40,0 / 100,0             |                          |                          |                          |
| 2006 | Patrice Trovoada          | 2.º                      | 22 339                   | 38,8 / 100,0             |                          |                          |                          |
| 2011 | Aurélio Martins           | 6.º                      | 2 445                    | 4,1 / 100,0              |                          |                          |                          |
| 2016 | Maria das Neves           | 3.º                      | 16 828                   | 24,3 / 100,0             |                          |                          |                          |
| 2021 | Guilherme Posser da Costa | 2.º                      | 16 829                   | 20,72 / 100,0            | 2.º                      | 33 557                   | 42,46 / 100,0            |

### Eleições legislativas
| Data                                 | CI.                                 | Votos                               | %                                   | +/-                                 | Deputados                           | +/-                                 | Status                              |
| Regime de Partido Único (1975-1990)  | Regime de Partido Único (1975-1990) | Regime de Partido Único (1975-1990) | Regime de Partido Único (1975-1990) | Regime de Partido Único (1975-1990) | Regime de Partido Único (1975-1990) | Regime de Partido Único (1975-1990) | Regime de Partido Único (1975-1990) |
| ------------------------------------ | ----------------------------------- | ----------------------------------- | ----------------------------------- | ----------------------------------- | ----------------------------------- | ----------------------------------- | ----------------------------------- |
| 1975                                 | 1.º                                 | N/D                                 | N/D                                 |                                     | 16 / 16                             |                                     | Governo                             |
| 1980                                 | 1.º                                 | N/D                                 | N/D                                 |                                     | 40 / 40                             | 24                                  | Governo                             |
| 1985                                 | 1.º                                 | N/D                                 | N/D                                 |                                     | 51 / 51                             | 11                                  | Governo                             |
| Sistema Multipartidário (Desde 1991) |                                     |                                     |                                     |                                     |                                     |                                     |                                     |
| 1991                                 | 2.º                                 | 12 090                              | 30,5 / 100,0                        |                                     | 21 / 55                             |                                     | Oposição                            |
| 1994                                 | 1.º                                 | 10 782                              | 42,5 / 100,0                        | 12,0                                | 27 / 55                             | 6                                   | Governo                             |
| 1998                                 | 1.º                                 | 14 785                              | 50,8 / 100,0                        | 8,3                                 | 31 / 55                             | 4                                   | Governo                             |
| 2002                                 | 1.º                                 | 15 618                              | 39,6 / 100,0                        | 11,2                                | 24 / 55                             | 7                                   | Governo                             |
| 2006                                 | 2.º                                 | 15 733                              | 30,2 / 100,0                        | 9,4                                 | 20 / 55                             | 4                                   | Oposição                            |
| 2010                                 | 2.º                                 | 22 510                              | 32,1 / 100,0                        | 1,9                                 | 21 / 55                             | 1                                   | Oposição                            |
| 2014                                 | 2.º                                 | 16 573                              | 24,7 / 100,0                        | 7,4                                 | 16 / 55                             | 5                                   | Oposição                            |
| 2018                                 | 2.º                                 | 31 634                              | 40,3 / 100,0                        | 15,6                                | 23 / 55                             | 7                                   | Governo                             |
| 2022                                 | 2.º                                 | 25 287                              | 32,70 / 100,0                       | 7,6                                 | 18 / 55                             | 5                                   | Oposição                            |